# Радошковский, Октавий Иванович
Октавий Иванович Радошковский (пол. Oktawiusz Wincenty Bourmeister-Radoszkowski, 7 [19] августа 1820—1 [13] мая 1895) — польский и российский энтомолог, специалист по жалящим насекомым отряда Перепончатокрылые (Hymenoptera). Президент Русского энтомологического общества (1867—1879), генерал конной артиллерии.

## Биография
Родился 7 августа 1820 года в Ломже. В 1837 году, после окончания гимназии в Варшаве, он поступил в артиллерийскую офицерскую школу в Санкт-Петербурге, которую окончил с отличием.
Крупный специалист по осам (Mutillidae, роющие осы, блестянки Chrysididae), описавший множество новых для науки видов жалящих перепончатокрылых (Aculeata, Hymenoptera). Его коллекции Hymenoptera хранятся в Польской Академии наук, Ягеллонском университете и в Зоологическом музее Московского университета. В 1867—1879 годах избирался Президентом Русского энтомологического общества, а также был генералом конной артиллерии. В 1879 году по состоянию здоровья ушел в отставку в звании генерал-лейтенанта.
Умер 1 мая 1895 года в г. Санкт-Петербург.

## Труды
- Révision armures copulatrices mâles Bombus. Bull soc impér des Naturalistes de Moscou, 60: 51- (1884)
- Rév. armures cop des mâles de Mutillides. Horae soc entom ross 19:3-49 (1885)
- Révision des armures copulatrices des mâles de la tribu des Chrysides. Horae soc. entom. ross. (1888/89)
- Genitalanhänge der Hymenopteren. Biol. Centralb. vol 9: 539 and 543—544 and vol 10: 221—222 (1889—91)
- Essai sur class d Sphégides d‘après la structure des arm. cop. Bull soc impér des Nat de Moscou (1891)